# ThyssenKrupp Marine Systems
Die ThyssenKrupp Marine Systems GmbH (abgekürzt tk MS) mit Sitz in Kiel ist nach eigenen Angaben führender europäischer Systemanbieter für nicht-nuklear angetriebene U-Boote, Marineschiffe und neue Über- und Unterwassertechnologie.
Das Unternehmen beschäftigte laut eigenen Angaben im Geschäftsjahr 2023/24 rund 8.000 Mitarbeiter bei einem Umsatz von rund 2,1 Milliarden Euro.

## Hintergrund
Unter der Führung der Thyssenkrupp AG entstand im Jahr 2005 aus dem Zusammenschluss von Howaldtswerke-Deutsche Werft (HDW) in Kiel, Blohm+Voss in Hamburg, Nordseewerke in Emden, Nobiskrug in Rendsburg, und Hellenic Shipyards in Griechenland ein Werftenverbund unter der Führung der ThyssenKrupp Marine Systems AG.
Im April 2008 verkaufte Thyssenkrupp seine Beteiligung an Nobiskrug an Eagle River Capital. Der Verkauf wurde rückwirkend zum 1. Oktober 2007 vollzogen.
Im März 2010 verkaufte Thyssenkrupp wesentliche Teile der Nordseewerke an die Schaaf Industrie AG (SIAG). Von insgesamt rund 1.200 Mitarbeitern am Standort Emden verblieben rund 450 Mitarbeiter bei Thyssenkrupp Marine Systems, vornehmlich für Konstruktion und Engineering von U-Booten und Marineschiffen.
Im September 2010 trennte sich Thyssenkrupp von 75,1 Prozent seiner Anteile an Hellenic Shipyards und verkaufte diese an Abu Dhabi Mar. Die verbleibenden 24,9 Prozent hielt weiterhin Thyssenkrupp.
2011 trennte sich Thyssenkrupp Marine Systems von dem Überwasserschiffbau in Kiel. Es entstand die HDW-Gaarden, die 2015 in German Naval Yards umfirmierte.
Im Februar 2012 wurde der Verkauf der zivilen Sparte von Blohm+Voss an den britischen Private-Equity-Fonds Star Capital Partners vollzogen. Engineering und Konstruktion verbleiben bei Thyssenkrupp am Standort Hamburg.
Im Januar 2013 verschmolzen die Howaldtswerke-Deutsche Werft GmbH und die Blohm+Voss Naval GmbH zur Thyssenkrupp Marine Systems GmbH.
Im Juli 2014 verkaufte Thyssenkrupp seine Anteile an Kockums an die schwedische Saab AB.
Anfang 2017 übernahm Thyssenkrupp die Minderheitsbeteiligung von Airbus (49 Prozent) an der Atlas Elektronik GmbH und wurde somit alleiniger Eigentümer.
Im Juni 2022 übernahm Thyssenkrupp Marine Systems den Standort Wismar der insolventen MV Werften. Vorgesehen war an diesem Standort die Fertigung von U-Booten und Marineüberwasserschiffen ab 2024.
Ende März 2023 stimmte der Aufsichtsrat von ThyssenKrupp Plänen zu, sich von ThyssenKrupp Marine Systems zu trennen.
Im August 2025 wurde bekannt, dass TKMS als eigenständige börsennotierte Aktiengesellschaft ausgelagert werden soll. ThyssenKrupp soll jedoch weiterhin 51 % der Anteile halten.

### Struktur/Geschäftsbereiche
Neben Automotive Technology, Material Services, Multi Tracks, Steel Europe und Industrial Components ist Marine Systems eine eigenständige Business Unit innerhalb der Thyssen Krupp AG.
Gemäß der Schiffbauumfrage 2021 (Stand Oktober 2021) der IG Metall wird Thyssenkrupp Marine Systems als der größte Arbeitgeber im Schiffbau vor der Meyer Werft Gruppe in Norddeutschland geführt.
Thyssenkrupp Marine Systems gliedert sich in vier Geschäftsbereiche:
- U-Boote: Konstruktion und Bau von nicht-nuklearen U-Booten basierend auf außenluftunabhängigen Antriebssystemen (AIP) mit Brennstoffzellen
- Marine-Überwasserschiffe: Konstruktion und Bau von Fregatten und Korvetten für die deutsche und internationale Marinen, siehe MEKO (Schiffsreihe)
- Naval Electronics Systems: Die Atlas Elektronik GmbH als Tochter der Thyssenkrupp AG wird durch die thyssenkrupp Marine Systems (GmbH) operativ als Geschäftsbereich Naval Electronics Systems geführt. Aufgaben sind Entwicklung, Konstruktion und Bau von Sonaren, Sensoren, Führungs- und Waffeneinsatzsystemen für U-Boote und Überwasserschiffe, Minenaufklärungs- und bekämpfungssystemen, unbemannten Unterwasserfahrzeugen, Radio-, Kommunikations- und Datenüberwachungssystemen, Marinewaffen, Sicherheitssysteme für Häfen und Küsten.
- Services: Dienstleistungen für den gesamten Lebenszyklus eines Schiffes oder U-Bootes, z. B. Ersatzteilbeschaffung (In-Service-Support – ISS), technische Beratung, Mid-Life-Modernisierungsprogramme

### Standorte
Thyssenkrupp Marine Systems ist in Norddeutschland an folgenden Standorten vertreten:
Die Zentrale von Thyssenkrupp Marine Systems ist in Kiel. Hier befinden sich ebenfalls die Docks und Schiffbauhallen für Produktion und Service von U-Booten.
In Hamburg ist Thyssenkrupp Marine Systems mit den Bereichen Konstruktion und Engineering für Marine-Überwasserschiffe ansässig.
In Emden verfügt Thyssenkrupp Marine Systems über Kapazitäten im Bereich Engineering und Konstruktion für U-Boote und Marine-Überwasserschiffe.
In Brasilien am Standort Itajaí verfügt das Unternehmen über eine Werft zum Bau von Marine-Überwasserschiffen.
Der neuste Standort in Norddeutschland ist Wismar. Hier sollten ab 2024[veraltet] U-Boote und Marineüberwasserschiffe gebaut werden. Im Zeitraum 2022 bis 2024 sollten die Produktionsanlagen für die speziellen Anforderungen an den Marineschiffbau ertüchtigt werden.
Die Zentrale der Atlas Elektronik Gruppe, als Naval Electronics Systems, befindet sich in Bremen (Atlas Elektronik GmbH) mit Zweigniederlassungen in Wedel bei Hamburg und Wilhelmshaven. Tochterunternehmen der Atlas Elektronik befinden sich unter anderem in Flintbek (Hagenuk Marinekommunikation), Großbritannien (Atlas Elektronik UK), USA (Atlas North America) und Australien (Sonartech ATLAS).
Im November 2019 kündigte Thyssenkrupp Marine Systems an, in den Standort Kiel 250 Millionen Euro zu investieren. Damit sollte das Kompetenzzentrum für den konventionellen U-Boot-Bau weiterentwickelt und zukunftsfähig gemacht werden. Im Rahmen des Investitionsprogramms sollten unter anderem eine neue Schiffbauhalle errichtet, eine zweite Ausrüstungsline für die U-Boot-Fertigung aufgebaut, ein innovatives Bühnensystem für die Sektionsmontage integriert sowie in die Ertüchtigung des Shiplifts investiert werden. Weiterhin versprach das Unternehmen die Schaffung von bis zu 500 neuen Arbeitsplätzen.
Nach dem Baustart im Mai 2021 fand im September 2021 die Grundsteinlegung für die neue Schiffbauhalle statt, die 2023 schlüsselfertig, durch den Bauträger Ed. Züblin AG, übergeben werden sollte. Die neue Halle sollte auf rund 1.200 Pfählen stehen und bei einer Länge von 170 m, einer Breite von 70 m und einer Höhe von 33 m eine Bruttogeschossfläche von rund 15.000 m² aufweisen. Sie sollte der Arbeitsplatz von rund 300 Mitarbeitern im Schichtbetrieb sein.

### Modelle
Das Produktportfolio im Bereich U-Boote umfasst die Typenreihen:

#### Klasse 209/1400 mod
Die Entwicklung der Klasse 209 begann in den 1960er/1970er Jahren für den Export. Technik und Bauform werden immer wieder dem aktuellen technischen Stand angepasst. So entstanden für die Kundenländer angepasste Varianten, seit der Indienststellung der ersten Einheit 1971 für die griechische Marine wurden über 60 Einheiten ausgeliefert. Im Juli 2021 fand die Ablieferung der modernsten Einheit der Klasse 209/1400 mod für die ägyptische Marine statt.
Siehe: U-Boote-Klasse-209

#### Klasse 212A
Bei der Klasse 212A handelt es sich um U-Boote, die sich durch einen außenluftunabhängigen Antrieb auszeichnen. Entwickelt wurde dieser Typ für die Deutsche Marine, die im Zeitraum Oktober 2005 bis Oktober 2016 insgesamt sechs Einheiten in Dienst stellte. Weiterhin sind vier Einheiten dieses Typs im Einsatz bei der italienischen Marine.
Siehe: U-Boote-Klasse-212A
Klasse 212 CD
Im Juli 2021 wurde der Auftrag für den Bau von sechs Einheiten des Typs 212CD an thyssenkrupp Marine Systems vergeben. Es handelt sich dabei um eine Weiterentwicklung des Typs 212A. Vier Einheiten sind für die norwegische Marine und zwei Einheiten für die Deutsche Marine eingeplant.
Siehe: U-Boote-Klasse-212CD

#### Klasse 214
Die Klasse 214 ist die Exportversion der Klasse 212A und verfügt ebenfalls über ein außenluftunabhängiges Antriebssystem. Für vier Nationen sind 21 U-Boote der Klasse 214 in der Auftragsphase, im Bau bzw. in Dienst gestellt (Stand: 2021).
Siehe: U-Boote-Klasse-214

#### Dolphin-Klasse
Die Dolphin-Klasse wurde speziell für die israelische Marine entwickelt. Sie basiert auf den Klassen 209 und 212A. Die israelische Marine verfügt über sechs Einheiten der Dolphin-Klasse, wobei die ersten drei über einen diesel-elektrischen Antrieb und die nachfolgenden über ein außenluftunabhängiges Antriebssystem verfügen.
Siehe: Dolphin-Klasse

#### Klasse 218
Basierend auf der Klasse 212A wurde die Klasse 218SG für die Singapurischen Marine entwickelt. Im Dezember 2013 erhielt das Unternehmen den Auftrag für zwei U-Boote der Klasse 218SG. Im Mai 2017 wurde der Auftrag um zwei weitere Einheiten erweitert. Die Taufe der ersten Einheit fand im Februar 2019 in Kiel statt. Die ersten  beiden Einheiten wurden (Stand: 2024) abgeliefert. Im Mai 2025 erhielt das Unternehmen den Auftrag für zwei weitere U-Boote dieser Klasse von Singapur.
Siehe: U-Boote-Klasse-218 SG